# Mars Observer
Mars Observer sau Mars Geoscience/Climatology Orbiter a fost o navă spațială robotizată lansată de NASA la 25 septembrie 1992 la 17:05:01 UTC, pentru a studia suprafața marțiană, atmosfera, clima și câmpul magnetic. La 21 august 1993, cu trei zile înainte de a se apropia de orbita planetei Marte, Mars Observer a dispărut „misterios”. Încercările de restabilire a comunicării cu nava spațială nu au avut niciun succes. Noi comenzi au fost trimise la fiecare 20 de minute, în speranța că nava spațială se îndepărtase de la curs și s-ar putea recâștiga contactul. Cu toate acestea, încercarea nu a avut succes. În ianuarie 1994, un comitet de anchetă independent de la Laboratorul de Cercetări Navale și-a anunțat concluziile: cea mai probabilă cauză a pierderii comunicării a fost o ruptură a rezervorului de presurizare a combustibilului în sistemul de propulsie al navei spațiale.